# Royal de Luxe

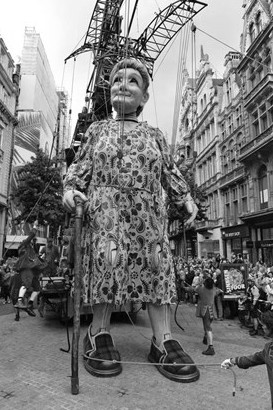
Riese in Antwerpen, Juni 2015

Royal de Luxe ist eine Straßentheatergruppe aus Nantes in Frankreich. Bei ihren Spektakeln setzen sie oft kleinere und größere technische Spielzeuge ein. Beispiele sind mehrere Meter hohe Marionetten („le Géant“ und „la Petite Géante“) und ein lebensgroßer mechanischer Elefant („L'Élephant“).

## Geschichte
In Aix-en-Provence wurde 1979 die Gruppe um Jean-Luc Courcoult gegründet. In den 1980er Jahren war die Gruppe in Toulouse, das sie wegen fehlender finanzieller Unterstützung 1989 verlassen haben. Seitdem ist Nantes die Basis der Gruppe. Die Auftritte von Royal de Luxe werden häufig von der Band Les Balayeurs du désert (dt. Die Straßenfeger der Wüste) begleitet.

## Auftritte (Auszug)
- La véritable histoire de France – Die wahre Geschichte Frankreichs (1990)
- Seit 1993 eine Serie von Auftritten mit Riesenmarionetten in verschiedenen Städten in Europa, Afrika und Südamerika: Le Géant tombé du ciel (1993), Le Géant tombé du ciel : dernier voyage (1994), Retour d'Afrique (1998), Les chasseurs de girafe (2000), La visite du sultan des Indes/L'éléphant et la Petite Géante (2005–2007)[1]. Vom 1. bis 4. Oktober 2009 fand das Marionetten-Spektakel unter dem Titel Das Wiedersehen von Berlin im Rahmen der Veranstaltungsreihe zum 20. Jahrestag des Mauerfalls in der deutschen Hauptstadt statt.[2]
- Zwei Shakespeare-Stücke gleichzeitig auf einer rotierenden Bühne (2004)
- La Révolte des Mannequins (die Revolte der Schaufensterpuppen)[3]. Nach Charleville-Mézières, Nantes, Maastricht, Amiens, Antwerpen, Calais und Tokyo wurde diese Inszenierung mit Schaufensterpuppen im November 2008 auch in Berlin gezeigt.[4]
- Sea Odyssey: Giant Spectacular (2012) in Liverpool, anlässlich des 100. Jahrestags des Titanic-Unglücks.